# Macrosiphoniella frigidicola
Macrosiphoniella frigidicola är en insektsart som beskrevs av David D. Gillette och Palmer 1928. Macrosiphoniella frigidicola ingår i släktet Macrosiphoniella och familjen långrörsbladlöss. Inga underarter finns listade i Catalogue of Life.